# Ориёно
«Ориёно» — бывший таджикистанский футбольный клуб из Душанбе. 

## История
Клуб был основан в 2003 году.
В том же сезоне «Ориёно» дебютировал в высшей лиге чемпионата Таджикистана по футболу. Первый матч на этом уровне команда провела 24 марта 2003 года в гостях против «Вахша» из Курган-Тюбе (0:3). «Ориёно» занял последнее, 16-е место, набрав в 30 матчах 12 очков, и выбыл в первую лигу вместе с ещё семью командами.
В 2005 году «Ориёно» выиграл турнир в таджикистанской первой лиге и вышел в высшую, набрав в 14 матчах 34 очка. Футболист «Ориёно» Самад Шохзухуров с 13 мячами занял 2-е место в списке снайперов турнира, уступив три гола Фозилу Сатторову из «Таджиктелекома».
В сезоне-2006 «Ориёно» занял 11-е место среди 12 команд, набрав 13 очков в 22 матчах, и сохранил место в элите таджикистанского футбола.
В 2007 году «Ориёно» прекратил существование, слившись с «Динамо» из Душанбе, занявшим в сезоне-2006 последнее, 12-е место в высшей лиге. Объединённая команда под названием Динамо продолжила выступать в высшей лиге и завершила чемпионат 2007 года на 8-й позиции.